# Вільям Тернер Тізелтон-Даєр
Вільям Тернер Тізелтон-Даєр (англ. William Turner Thiselton-Dyer; 1843—1928) — британський ботанік, директор Королівських ботанічних садів в К'ю.

## Біографія
Вільям Тізелтон-Даєр народився 28 липня 1843року у сім'ї Вільяма Джорджа Тізелтона-Даєра та Кетрін Джейн Фірмінгер. Навчався в Оксфордському університеті (Крайст Черч), у 1867 році закінчив його зі ступенем бакалавра мистецтв (BA) з природничих наук. У 1880 році став бакалавром наук Лондонського університету.
З 1868 року Тізелтон був професором природної історії у Королівському аграрному коледжі у Чиренчестері. З 1870 до 1872 року працював професором Королівського коледжу науки у Дубліні.
У 1872 Тізелтон-Даєр став особистим секретарем Джозеф Долтон Гукер, згодом - професором Королівського сільськогосподарського товариства.
З 1875 до 1885 року Вільям Тізелтон-Даєр працював асистентом директора Королівських ботанічних садів Кью Джозефа Долтона Гукера. У 1877 році він одружився зі старшою дочкою Гукера Геррієт Енн (1854-1945). У 1880 році Тізелтон-Даєр був обраний членом Лондонського королівського товариства. У 1892 році він став лауреатом Медалі Кларка Королівського товариства Нового Південного Уельсу. У 1899 році Тізелтон-Даєр був удостоєний лицарського звання ордену Святого Михайла і Святого Георгія.
З 1885 до 1905 року Тізелтон-Даєр очолював Королівські ботанічні сади в К'ю. Після відходу з посади директора жив у Віткомі поблизу Глостера.
Вільям Тернер Тізелтон-Даєр помер 23 грудня 1928 року.

## Публікації
- Oliver, D. Flora of Tropical Africa. — 1902—1913. — Vol. 4—6(1).

## Роди та види рослин, названі на честь В. Тізелтона-Даєра
- Dyera Hook.f., 1882
- Dyerella F.Heim, 1892 [= Cotylelobium Pierre, 1890]
- Dyerocycas Nakai, 1943 [= Cycas L., 1753]
- Dyerophytum Kuntze, 1891, nom. nov.
- Strobilanthes dyeriana